# Procampylaspis caenosa
Procampylaspis caenosa är en kräftdjursart som beskrevs av Watling och McCann 1996. Procampylaspis caenosa ingår i släktet Procampylaspis och familjen Nannastacidae.
Artens utbredningsområde är Oregon. Inga underarter finns listade i Catalogue of Life.